# شریف هاتون
شریف هاتون (به انگلیسی: Sheriff Hutton) یک روستا و محله مدنی در بریتانیا است که در رآیدل واقع شده‌است. شریف هاتون ۱٬۰۱۹ نفر جمعیت دارد.